# 威蠻州
威蠻州，是明代交阯承宣布政使司下轄的一個州，領山定縣、清威縣、應平縣、大堂縣四個縣。
原名國威州，州治可能在今越南河内市應和縣。

## 沿革
- 永樂五年（1407年）六月癸未改置，屬交州府領[3]。
- 永樂六年十月己亥，省山定縣入威蠻州[4]。
- 永樂十年八月辛未，設威蠻州僧正司、道正司[4]。
- 永樂十三年八月丁亥，省大堂縣入威蠻州，并革威蠻州稅課局[5]。
- 永樂十四年(1416年)五月丙午，設威蠻州醫學[6]。
- 永樂十七年秋九月丙辰，省清威縣入威蠻州[7]。